# Vetrate di chiesa
Vetrate di chiesa è una serie di quattro "impressioni sinfoniche" per grande orchestra, realizzata nel 1926 dal compositore italiano Ottorino Respighi. 

## Descrizione
La composizione, della durata complessiva di 27 minuti, vuole suggestivamente riprodurre quattro differenti episodi religiosi propri della cristianità, rappresentati sulle vetrate di una chiesa qualunque. Essi sono, nell'ordine:
- La fuga in Egitto ("Molto lento")
- San Michele Arcangelo ("Allegro impetuoso")
- Il mattutino di Santa Chiara ("Lento")
- San Gregorio Magno ("Lento-moderato")

La partitura riporta per ogni episodio una breve epigrafe.

## Strumentazione
Template:Col-begin
Template:Col-3
;Legni
3 Flauti (3° doppio Ottavino)
2 Oboi
Corno Inglese
2 Clarinetti
Clarinetto basso
2 Fagotti
Controfagotto
Ottoni
4 Corni
4 Trombe (4° fuori scena)
3 Tromboni
Tuba
Template:Col-3
Percussioni
Timpani
Piatti
Tam-tam (Piccolo, Medio, e Grande)
Grancassa
Campana
Tastiere
Pianoforte
Organo
Celesta
Archi
Arpa
1° e 2° Violoni
Viole
Violoncelli
Contrabbassi

## Curiosità
- I maestosi 40 secondi finali del San Gregorio Magno sono stati utilizzati dal celebre gruppo rock Emerson Lake & Palmer come sigla finale dei loro concerti dal vivo.[1]